# Верещагин, Александр Васильевич (генерал-лейтенант)
Александр Васильевич Верещагин (1855—1910) — генерал-лейтенант, участник русско-турецкой войны, кампании на Памире 1892 года. Начальник Тифлисского пехотного юнкерского училища, командир 130-го пехотного Херсонского полка (16.01.1901—26.01.1902), начальник 63-й пехотной резервной бригады (20.08.1905), с 1908 начальник 32-й пехотной дивизии, с 1909 года начальник 65-й пехотной дивизии.

## Личное
- Православный.
- Женат.

## Образование
- Сибирская военная гимназия (1872),
- 3-е военное Александровское училище (1874, 1-й разряд),
- Николаевское инженерное училище (1875),
- Николаевская академия Генерального штаба (2-й разряд).

## Чины
- Вступил в службу (11.03.1872),
- подпоручик (ст. 21.11.1874),
- поручик (ст. 27.10.1878),
- штабс-капитан (ст. 3.03.1879),
- капитан «за отличие по службе» со ст. 16.07.1883 (Выс. пр. 1883),
- подполковник Генерального штаба (ст. 1.04.1890),
- полковник «за отличие по службе» со ст. 17.04.1894 (Выс. пр. 1894),
- генерал-майор «за отличие по службе» со ст. 14.04.1902 (Выс. пр. 1902),
- генерал-лейтенант (ст. 1908).

### Прохождение службы
- командир роты — 3 г. 3 м,
- для особых поручений при управлении 4-й Туркестанской линейной бригады (1.01.-12.12.1889),
- старший адъютант штаба Туркестанского военного округа (12.12.1889-2.10.1895),
- начальник штаба войск Самаркандской области (2.10.1895-2.10.1896),
- начальник штаба 1-й Кавказской казачьей дивизии (2.10.1896-28.08.1899),
- начальник Тифлисского пехотного юнкерского училища (28.08.1899-16.01.1901),
- командир 130-го пехотного Херсонского полка (16.01.1901-26.01.1902),
- дежурный генерал штаба Кавказского военного округа (26.01.1902-20.08.1905),
- начальник 63-й пехотной резервной бригады (20.08.1905),
- с 1906 — 65-й пехотной резервной бригады,
- с 1908 начальник 32-й пехотной дивизии,
- с 1909 начальник 65-й пехотной дивизии.

### Награды
- А3 (Выс. пр. 1892),
- С2 (Выс. пр. 1893),
- А2 (Выс. пр. 1895),
- В4 (Выс. пр. 1899),
- В3 (Выс. пр. 1904)

### Иностранные награды
- бухарский орден Золотой Звезды 2-й ст. (1897),
- персидский орден Льва и Солнца 1-й ст. (1903).